# Mjasisjtjev M-50
Mjasisjtjev M-50 (ryska: Мясищев М-50, NATO-rapporteringsnamn Bounder), var ett sovjetiskt bombflygplansprojekt. Endast två prototyper byggdes varav bara den första någonsin flög.

## Utveckling
När det amerikanska bombflygplanet Convair B-58 Hustler blev känd i mitten på 1950-talet kom den att påverka utvecklingen även i Sovjetunionen. Mjasisjtjev började under 1954 att utveckla ett liknande bombplan, men i juli 1955 ändrades specifikationen till ett större långdistansbombplan. I mars 1956 beslutades att flygplanet skulle få fyra stycken RD16-17-motorer utvecklade av Prokofjev Zubets. Dessa motorer skulle ge flygplanet interkontinental räckvidd och förmåga till överljudsmarsch (engelska: supercruise), överljudshastighet utan tänd efterbrännkammare. Många olika designer utvärderades innan man till slut bestämde sig för M-50.
M-50 var samtida med sovjetunionens första överljudsbombflygplan Tupolev Tu-22, men M-50 var betydligt större. Maximala startvikten var mer än dubbelt så stor. Kombinationen av storleken och hög fart gjorde att konstruktionen drog ut på tiden. Bland annat behövde nya tillverkningsmetoder utvecklas för vingpanelerna. För att spara vikt skulle flygplanet bara ha två mans besättning, vilket krävde hög grad av automatisering. Bland annat fick M-50 ett automatiskt trimsystem som förflyttade flygplanets tyngdpunkt genom att pumpa bränsle mellan tankar i olika delar av flygplanet.
Två prototyper tillverkades. Den första, M-50A, var ett renodlat forskningsflygplan avsett för aerodynamiska prov. Den andra, M-50B, var mer likt den tänkta produktionsmodellen med bombutrymme och möjlighet att lufttankas. Inga RD16-17-motorer fanns dock ännu att tillgå, så båda flygplanen fick i stället RD-7-motorer, vilket avsevärt begränsade deras prestanda trots att de inre motorerna försågs med efterbrännkammare som ökade deras dragkraft till 142,2 kN. Meningen var att dessa båda prototyper skulle följas av en produktionsserie med RD16-17-motorer kallad M-52, men hela projektet lades ner 1960.
Prototypen M-50A visades upp offentligt på flygdagen i Tusjino 1961. Det stora bombflygplanet imponerade genom att göra en roll och att flyga ifrån sina eskorterande MiG-21. Trots att det var sista gången som M-50 flög så var västmakterna länge övertygade om att M-50 hade satts i produktion och den tilldelades rapporteringsnamnet Bounder.
Efter nedläggningen av M-50 och M-52 fortsatte Mjasisjtjev att utveckla konceptet med de än mer futuristiska fartmonstren M-56 och M-57. Utvecklingen fick dock ett definitivt slut när Mjasisjtjevs konstruktionsbyrå lades ner 1963.